# Skyway Cargo
Skyway Cargo is een Kirgizische luchtvrachtmaatschappij met haar thuisbasis in Bisjkek. Zij voert vrachtvluchten uit vanuit Dubai en is nauw gelieerd aan Star African Air Company.

## Geschiedenis
Skyway Cargo is opgericht in 2003

## Vloot
De vloot van Skyway Cargo bestaat uit:(feb.2007)
- 1 Antonov AN-26B